# Saad Zaghloul
Saad Zaghloul (árabe: سعد زغلول) (fonéticamente: Sa'd Zaglul; otras formas: Saad Zaglul) Saad Zagloul Pasha Ibn Ibrahim nació en julio de 1859 en Ibiana, localidad del Delta del Nilo, Egipto, y murió el 23 de agosto de 1927 en El Cairo. Fue un político egipcio. Líder del partido Wafd, fue nombrado primer ministro el 26 de enero de 1924, cargo que ocupó hasta el 24 de noviembre de 1924. Era hermano de Ahmed Fathi Zaghloul, y ambos lucharon por la independencia de Egipto. Fue el esposo de la dirigente política Safia Moustafa Fahmi, más tarde Safia Zaghloul. Está considerado uno de los padres del Egipto independiente.

## Biografía

### Juventud
Pertenecía a una familia acomodada y se educó en la Universidad Islámica de Al-Azhar, en el Cairo, y en la Escuela de Derecho Egipcia. En su educación en Al-Azhar tuvo influencia de dos de los grandes reformadores musulmanes del siglo XIX, Jamal al-Din al-Afghani y Muhammad Abduh. En los años anteriores a la Revolución de Urabi, Saad ayudó a Abduh en la edición del periódico del gobierno y se involucró en los actos revolucionarios de 1882. Justo después de que los británicos se hicieran con el poder, fue detenido y acusado de pertenecer a un grupo terrorista. Tras ser liberado, fue a Francia y estudió Derecho.
A su vuelta a Egipto, ejerció como abogado y en 1892, como juez en el Tribunal de Apelaciones. En 1895, se casó con la dirigente política afia Moustafa Fahmi, más tarde Safia Zaghloul, una de las hijas de Muṣṭafā Pasha Fahmī, el primer ministro de Egipto.
Este hecho, junto con el patrocinio de un miembro influyente de la familia Khedive, la Princesa Nazli Fazil, le permitió obtener posiciones en la vida política del país. Tanto la princesa Nazli como Mustafa Fahmi trabajaron con los ingleses, y Saad se ganó la confianza de Lord Cromer, quien recomendó a Saad ante el Khedive Abbas como ministro de Educación en 1906, puesto que ocupó hasta 1910.

### Vida política
Tras el nombramiento como ministro de Educación, tomó partido en la formación del Ḥizb al-Ummah (“Partido del Pueblo”), el cual, en un momento en el que el nacionalismo egipcio estaba emergiendo contra la ocupación británica, fue calificado por Lord Cromer, el cónsul general británico y dirigente virtual del país, como una “política de cooperación con los europeos en la introducción de la civilización occidental en el país”.
Sin embargo, Saad, junto con muchos otros miembros y simpatizantes del partido de la Umma, se desilusionó con la ocupación británica, y a pesar de que en 1910 fue nombrado como ministro de Justicia, dejó el puesto dos años después a causa de diferencias con el resto del gobierno, especialmente con el Khedive Abbas. Durante sus 6 años ejerciendo como ministro, lo hizo para distintos gobiernos que colaboraron con los británicos en la ocupación. Esto hacía que fuesen vistos casi como traidores por parte de los nacionalistas extremos. Sin embargo, en 1912, la actitud de Zaghloul cambió, y fue elegido para la Asamblea Legislativa (tras la aprobación por Herbert Kitchener de la Ley Orgánica 1913 que permitía a los egipcios la formación de esta asamblea y convocar elecciones), un parlamento unicameral con poderes limitados. Se convirtió en 1913 en su vicepresidente, y tras un año, recuperando la imagen de cara a los nacionalistas gracias a su actitud crítica respecto al gobierno.
Con el comienzo de la Primera Guerra Mundial en 1914, Egipto se convirtió en un protectorado de Inglaterra, siendo el khedive depuesto y la Ley marcial declarada. La Asamblea Legislativa fue disuelta por los ingleses, pero Saad, que ya era conocido por sus miembros, fundó junto a ellos la delegación egipcia de la conferencia de final de la guerra, el partido nacionalista Wafd.
Cuando se firmó el armisticio, el contexto social era tenso, porque los egipcios sufrían los efectos de la inflación, confiscaciones y reclutamiento, y las clases profesionales vieron restringida su libertad personal y la intención de los británicos de convertir un protectorado temporal en una colonia permanente. En esos años, Zaghloul y el resto de miembros de la Asamblea Legislativa extinta se dedicaron a formar a activistas a lo largo de todo el país, creando gran agitación política.
El 13 de noviembre de 1918, dos días después del armisticio que ponía fin a la Primera Guerra Mundial, el Wafd, liderado por Zaghloul, comunicó al Alto Comisionado británico, Sir Reginald Wingate (ahora llamado representante británico en Egipto), tras su negativa a recibirlos y a incluirlos en la Conferencia de Paz de París por no ser un portavoz electo facultado para representar a Egipto, que ellos, y no el gobierno, eran los verdaderos representantes del pueblo egipcio, para lo cual los simpatizantes de Saad recogieron firmas por todo el país. Además, demandaban la abolición del protectorado y que fuese sustituido por un tratado de alianza. También pedían ser autorizados para negociar directamente con el gobierno británico.
El primer ministro Hussein Rushdi dimitió, y tras la negativa de Windgate a considerar las demandas que hacía el Wafd, el país se sumió en un gran desorden político, orquestado clandestinamente por Zaghloul y sus colaboradores, hasta el punto de provocar un Estado insurreccional con la formación de “repúblicas” autónomas en diferentes puntos rurales y urbanos del bajo Egipto, como la de Ziftah, cerca de El Cairo, y que provocarán una represión violenta de los ocupantes. En este contexto Zaghloul y tres de sus colaboradores fueron arrestados y deportados a Malta el 8 de marzo de 1919, hecho que aumentó aún más el clima de tensión política.

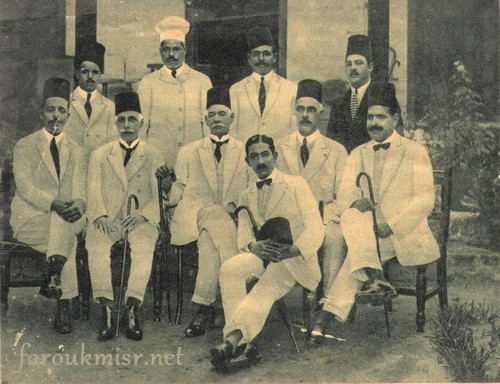
Saad Zaghloul antes del exilio

### Figura de la Revolución Egipcia de 1919
Como consecuencia de las detenciones, se produjo en toda la nación un levantamiento que vendría a señalar el inicio de la Revolución Egipcia de 1919. La respuesta pública al arresto de Saad Zaghloul y sus colegas fue inmediata y violenta. El país se puso en pie, difundiéndose por su geografía un conjunto de revueltas, unas espontáneas y otras planeadas, que habrían de implicar a todos los estratos de la sociedad egipcia, de los centros urbanos a la campiña. Las manifestaciones comenzaron el 9 de marzo, al amotinarse un grupo de estudiantes y destrozar todas las infraestructuras que encontraron a su paso y que les parecieron vinculadas con la dominación británica: trenes, tranvías y farolas. Las manifestaciones contra los británicos, unidas a la represión con que contestaron a los manifestantes las fuerzas británicas, dejaría un gran número de muertos y heridos en ambos bandos. La antigua universidad islámica de Al-Azhar se convirtió en uno de los centros neurálgicos de la sublevación. Las comunidades rurales también descargaron su ira sobre los objetos que asociaban con la sujeción británica. De este modo sabotearon los almacenes de mercancías y las instalaciones ferroviarias que habían empleado los británicos para transportar las cosechas requisadas en los años de la guerra, y desbarataron asimismo las líneas de telégrafos que permitían a los administradores contar con un eficaz sistema de comunicaciones. Hasta en las propias ciudades recurrirían a la acción industrial las clases proletarias urbanas, ya que tanto el ferrocarril estatal egipcio como los tranvías de El Cairo se declararon en huelga. El levantamiento del año 1919 resultaría ser una revolución de carácter tan social como político en el sentido que la lucha de los nacionalistas ofreció a las mujeres de Egipto la oportunidad de revelarse como actores políticos, y dejaría, entre otros legados, un sólido movimiento feminista capitaneado por Huda Sharawi. En las postrimerías del año 1919, Huda Sharawi y sus colegas lograrían consolidar los avances del feminismo egipcio con la creación del Comité Central de las Mujeres Wafdistas, el primer organismo político femenino de todo el mundo árabe. Huda Sharawi fue elegida presidenta de la recién creada institución, y en 1923 terminaría siendo cofundadora de la Unión Feminista Egipcia.
El gobierno británico intentó detener la violencia que se había generado enviando tropas para ayudar a la policía y sustituyó a Wingate nombrando en su lugar a Edmund Allenby.

### Negociaciones con los británicos
Allenby, con el objetivo de calmar la tensa situación, escuchó las propuestas de los egipcios para restaurar la tranquilidad, y liberó a Zaghloul y a los demás detenidos en Malta permitiéndoles ir a la Conferencia de Paz de París.
Sin embargo, ese mismo día la delegación de Estados Unidos en la conferencia reconoció oficialmente el protectorado británico sobre Egipto, a pesar de las esperanzas del Wafd en que Woodrow Wilson los apoyase. Los egipcios se vieron obligados a dirigirse a Londres y negociar allí directamente con los británicos, en vez de incorporar la cuestión de su independencia a los demás asuntos contemplados en el tratado de posguerra.
El periodo comprendido entre los años 1919 y 1922 se vio salpicado de episodios de desorden civil y de fases intercaladas en las que se retomaban las negociaciones entre los británicos y el Wafd. El gobierno británico envió en el otoño de 1919 una misión de encuesta a Egipto, liderada por Lord Milner, un antiguo oficial del gobierno egipcio, para examinar las causas de la misma y hacer recomendaciones para la futura relación entre los dos países que se incluirían en el llamado Informe Milner, publicado en agosto de 1920.
La élite política egipcia, que nunca quiso el protectorado, y que consideraban al Wafd como su representante en París, boicotearon la misión de Milner, determinando Zaghloul que nadie excepto él mismo negociase con los ingleses, y en el verano de 1920 se logró reunir con Milner en Londres.
Al final, todo lo que los nacionalistas lograron conseguir fue una independencia de carácter únicamente nominal, ya que aunque Milner aceptó las demandas que Zaghloul ya hizo en 1918, esto es, reconoció a Egipto como Estado soberano e independiente con la sustitución del protectorado por un tratado de alianza sobre la base del autogobierno egipcio, fue a condición de una alianza defensiva con la potencia colonizadora, así como de la protección de los intereses británicos. Ambos elaboraron un memorándum que podría haber reconocido formalmente la independencia de Egipto. Sin embargo, Zaghloul temía que la firma de un acuerdo sin consultar con su gabinete, debilitaría su posición en Egipto, y no firmó el acuerdo, hasta que volviendo a Egipto, lo llevó a ser debatido en el gobierno. El gobierno egipcio, liderado por Adli Yakan, rechazó el memorándum, por quedarse corto respecto a las demandas de completa independencia de Inglaterra.

### Independencia parcial de Egipto
Con el objetivo de continuar las negociaciones, Allenby propuso sustituir a Adli por un primer ministro no wafdista, a cambio de reconocer la independencia de Egipto. Allenby arrestó y deportó de nuevo a Saad Zaghloul, esta vez a Seychelles y por más de un año, lo cual provocó nuevas protestas, manifestaciones y revueltas, ya que Saad se había convertido para la mayoría de los egipcios en un símbolo de la nación.
El gobierno británico quería mantener el protectorado hasta que la calma volviese al país, pero Allenby fue a Londres y propuso declarar la independencia de Egipto. Allenby volvió a El Cairo el 28 de febrero de 1922 y el gobierno británico hizo una declaración oficial anunciando el fin del protectorado y declarando a Egipto como un estado soberano independiente, incluyendo los preceptos del informe Milner y concediendo una independencia limitada a Egipto. Cuatro puntos fueron reservados para futuras negociaciones entre ambos países: la seguridad de las comunicaciones del imperio británico en Egipto, la defensa de Egipto ante ataques exteriores, la protección de los intereses extranjeros y minoritarios en Egipto, y el estatus de Sudán con el mantenimiento del condominio anglo-egipcio sobre este país.
Sin embargo, aunque Egipto ya disfrutaba de independencia política formalmente, era dependiente del extranjero, ya que las fuerzas armadas hubieran sido insuficientes para defender Egipto y Sudán sin la ayuda inglesa. Además, la mayor parte de los miembros del gobierno eran británicos, europeos, sirios o armenios, y casi todos las empresas manufactureras, empresas de transporte, hoteles, bancos, y compañías de seguros eran propiedad de extranjeros, entre ellos los gerentes de la Compañía del Canal de Suez.
El Khedive Fuad I, que sucedería a Husain Kamil en 1917, se proclamó primer rey de Egipto el 15 de marzo de 1922, iniciándose así un reinado cargado de tensiones entre un nacionalismo que aspiraba a hacerse con todo el control y Gran Bretaña que buscaba restringir su papel.
Sin embargo, parte de la élite política egipcia, incluyendo a parte de los anteriores apoyos de Zaghloul, alarmados por las implicaciones sociales que había conllevado la agitación creada por él, estaban dispuestos a cooperar con los ingleses, y se creó un nuevo partido, el de los Constitucionalistas Liberales. En este contexto, el monarca otorgó una Constitución el 21 de abril de 1923, inspirada en los textos liberales europeos y promovida por Allenby, quien seguía siendo el alto Comisionado Británico. La Constitución reflejaba las prerrogativas del soberano, que se convertía en árbitro del sistema político al disponer de derecho de veto sobre las leyes y de la capacidad de disolver el Parlamento, que se componía de dos cámaras, una de Diputados elegida para cinco años por sufragio restringido, y un Senado, cuyas dos quintas partes eran permanentes y designadas por el rey, y el resto elegidos para diez años. La Constitución introdujo el pluralismo político, la realización de elecciones periódicas para la designación de los representantes populares, vertebrados durante la legislatura en un sistema bicameral, el sufragio universal masculino y la libertad de prensa. De este modo comenzaron a aparecer en la escena política egipcia un buen número de partidos políticos nuevos.

### Primeras elecciones y etapa como primer ministro de Egipto

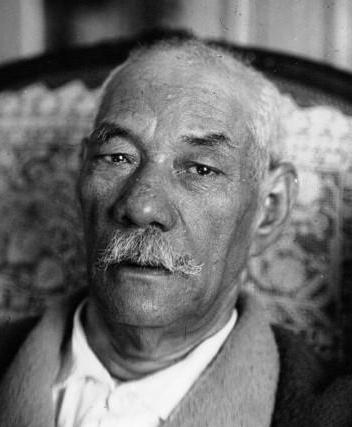
Saad Zaghloul en 1924

Finalmente los ingleses acordaron terminar con la ley marcial en Egipto, y Zaghloul y varios de los nacionalistas aún exiliados fueron liberados para participar en las primeras elecciones al Parlamento egipcio bajo la nueva Constitución, y su partido, el Wafd ganó 179 escaños de 211 en la cámara de Diputados, convirtiéndolo en primer ministro en enero de 1924 y formando así el primer gobierno del Egipto independiente.
Tanto los egipcios como Inglaterra querían solucionar sus diferencias políticas, sin embargo, la cuestión de Sudán resultaba particularmente espinosa. Los egipcios habían sido los primeros en conquistar Sudán durante la década de 1820, en tiempos de Mehmet Alí. Al ser expulsados del territorio a raíz de la revuelta mahdista, los egipcios unirían sus fuerzas a las de los británicos, reconquistando Sudán a finales de la década de 1890. En 1899 Lord Cromer ideó una nueva forma de colonialismo denominada condominio, forma que permitía a Gran Bretaña añadir el Sudán a su Imperio en régimen de colaboración con Egipto. Desde entonces, tanto Gran Bretaña como Egipto habían venido reclamando para sí la soberanía de Sudán. Los nacionalistas egipcios rechazaban la pretensión de los británicos, que en el tratado de 1922 habían afirmado tener derecho a operar con total discrecionalidad en el Sudán y exigido que se preservara la unidad del valle del Nilo. Más que cualquiera de las otras tres cláusulas reservadas, esta era el asunto que mayores tensiones provocaba entre egipcios y británicos.
Dichas tensiones desembocarían en un estallido de violencia el 19 de noviembre de 1924, fecha en la que una banda armada de nacionalistas egipcios abatió a tiros al Gobernador General del Sudán anglo-egipcio, Sir Lee Stack, mientras recorría en coche el centro de El Cairo, tras un año en el que numerosos oficiales ingleses y egipcios “colaboracionistas” fueron asesinados en manos de extremistas.
El Lord Allenby, presentó al primer ministro Zaghloul un ultimátum punitivo expresado en siete puntos, entre los cuales figuraba el pago de 500.000 libras egipcias, ofrecer una disculpa públicamente tras los sucesos acontecidos, y la modificación del statu quo en Sudán. Al negarse Zaghloul a cumplir las exigencias británicas relacionadas con el Sudán (la retirada de todos los soldados egipcios de la zona y la autorización de un programa de regadíos con el que proceder a la explotación del agua del Nilo para la puesta en marcha de un plan agrícola británico), Allenby cursó al Gobierno del Sudán la orden de llevar a efecto las demandas británicas, haciendo caso omiso de las objeciones del primer ministro egipcio. La posición de Zaghloul resultaba insostenible, así que el 24 de noviembre presentó la dimisión de su cargo, cerrándose así la primera etapa del gobierno wafdista en Egipto.
Aunque Egipto recurre a la Sociedad de Naciones, en la que aún no se ha producido su ingreso, esta se va a inhibir por no considerarlo un asunto internacional, facilitando que Gran Bretaña suspenda el acuerdo de 1899 que estableció el condominio anglo-egipcio. Después de varios intentos de restablecimiento de la vida parlamentaria, frustrados por el monarca, éste va a suspender la Constitución el 25 de junio de 1928 con el fin de facilitar una negociación con los británicos que regulase las relaciones entre ambos estados.
El sucesor de Allenby como Alto Comisionado fue Lord Lloyd, un imperialista de la vieja escuela que intentó negociar con los políticos egipcios para debilitar al Wafd. Sin embargo, y aunque Saad falleció el 23 de agosto de 1927 en El Cairo, los egipcios no estuvieron abiertos a negociar con los ingleses hasta que el partido laborista británico entró en el poder en 1929, siendo nombrado Mustafa al-Nahhas como sucesor de Saad.